# Avenue Parkdale (Ottawa)
Pour les articles homonymes, voir Parkdale.
L'avenue Parkdale (anglais : Parkdale Avenue) est une artère urbaine située à l'ouest du centre-ville d'Ottawa, en Ontario, au Canada. Elle s'étend dans une direction nord-sud entre Kichi Zibi Mikan et l'avenue Carling dans les quartiers de Hintonburg et de Civic Hospital . Il s'agit d'une route extrêmement fréquentée donnant accès au pré Tunney, au marché Parkdale, à l'hôpital Civic d'Ottawa (1053, avenue Carling ) et à la Ferme expérimentale centrale. De plus, elle dispose de connexions directes avec d'autres artères importantes est-ouest telles que Scott Street, Wellington Street West, Gladstone Avenue et l'autoroute 417.
Parkdale Avenue est une route urbaine à 2 voies. Elle s'élargit brièvement à 4 voies près de l'autoroute 417 où elle forme un échangeur en losange . Le stationnement dans la rue est autorisé près du pré Tunney et entre l'avenue Carling et l'autoroute 417. La ligne 14 d'OC Transpo longe l'avenue Parkdale, de la rue Scott à l'avenue Gladstone, où la ligne tourne vers l'est, reliant le centre-ville d'Ottawa et la rue Elgin à la partie centre-ouest de la ville. 

## Avenir
Le terminus sud de la route, situé au niveau de l'avenue Carling, pourrait être déplacé pour desservir un nouveau campus de l'hôpital Civic prévu dans la ferme expérimentale centrale.

## Remarques
1. ↑  OC Transpo: Horaires et cartes Route14  . Accédé le 31 mars 2025